# Benjamin Aubery du Maurier
Pour les articles homonymes, voir Aubery et Maurier.
Benjamin Aubery du Maurier (1566-1636,,,,) est un haut fonctionnaire français de la fin du XVIe siècle et du début du XVIIe siècle.

## Biographie
Il nait en août 1566 au château du Maurier, actuellement dans la commune de La Fontaine Saint Martin, près de La Flèche, dans le département de la Sarthe. Son père est Jehan Aubery du Maurier, sa mère, Madelene Froger. Sa famille est protestante. Il étudie au Mans, puis brièvement au collège de Clermont à Paris. Il part pour Genève où il reste 13 mois sous la direction de Théodore de Bèze.
Sa carrière commence en 1586 dans l'armée du prince de Condé à Saint-Jean-d'Angély. En 1587, il participe à la bataille de Coutras dans les rangs du roi de Navarre. En 1589, il devient secrétaire de Philippe Duplessis-Mornay quand celui-ci est nommé gouverneur de Saumur. Le 22 octobre 1590, il obtient la charge de secrétaire ordinaire de la maison de Navarre. Le 1er juin 1592, il sert comme intendant de Henri de La Tour d'Auvergne quelques mois après qu'Henri ait pris le titre de duc de Bouillon par son mariage avec Charlotte de La Marck. En mai 1593, il est nommé secrétaire de la chambre du roi tout en restant au service du duc de Bouillon jusqu'en 1606. À partir d'octobre 1607, il a la charge de « contrôleur général des restes des états du Conseil » au département des finances. Le 5 septembre 1608, il est reçu « secrétaire du roi » Henri IV. Le 11 septembre 1610, il est président en la chambre des comptes de Nérac. Son ascension professionnelle culmine le 3 septembre 1615 quand il est nommé Conseiller d'État, charge qui est confirmée par un brevet du 30 mai 1624 et des lettres patentes du 21 mai 1629.
Il occupe plusieurs positions diplomatiques. De 1613 à 1624, il est ambassadeur de Louis XIII en Hollande. Il fait aussi un voyage diplomatique en Angleterre.
Il est l'auteur de :
- Lettre de M. Du Maurier ambassadeur du roy en Hollande, escritte aux Estats généreaux trois heures avant l'exécution de mort du sieur d'Oldenbarneveld., 1619
- Memoires de Hambourg, de Lubeck et de Holstein, de Danemarck de Suède et de Pologne par Aubery du Maurier, publié après sa mort à Amsterdam en 1736
- une Instruction sur l'art de négocier
- un panégyrique de Sully[1]
- etc[7].

Il épouse en 1600, en premières noces, Marie Madalène avec laquelle il a dix enfants, dont Maximilien qui doit son prénom à son illustre parrain, Sully, et Louis Aubery du Maurier. En 1622, il se remarie avec Renée de Jaucourt.
Il meurt en 1636 au château du Maurier, là où il était né 60 ans plus tôt.